# Pedro Nolasco Gascó

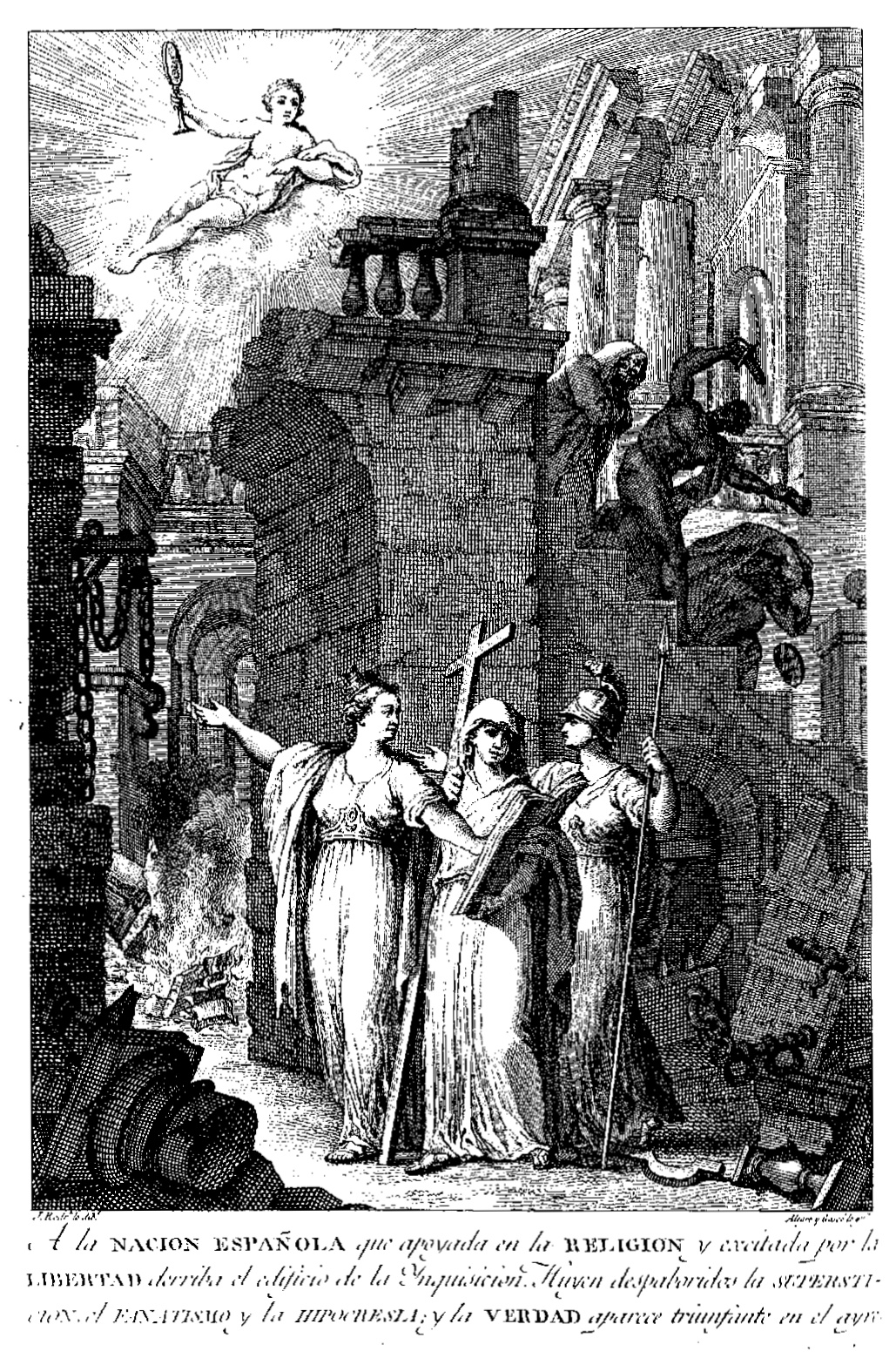
Alegoría de la abolición de la Inquisición por las Cortes de Cádiz. Grabado de Manuel Alegre y Pedro Nolasco Gascó por dibujo de Antonio Rodríguez: Discusión del proyecto de decreto sobre el Tribunal de la Inquisición, Imprenta Nacional, Cádiz, 1813. Inscripción: «A la NACIÓN ESPAÑOLA que apoyada en la RELIGIÓN y excitada por la LIBERTAD derriba el edificio de la Inquisición. Huyen despavoridos la SUPERSTICIÓN, el FANATISMO y la HIPOCRESÍA; y la VERDAD aparece triunfante en el ayre». Biblioteca Nacional de España.

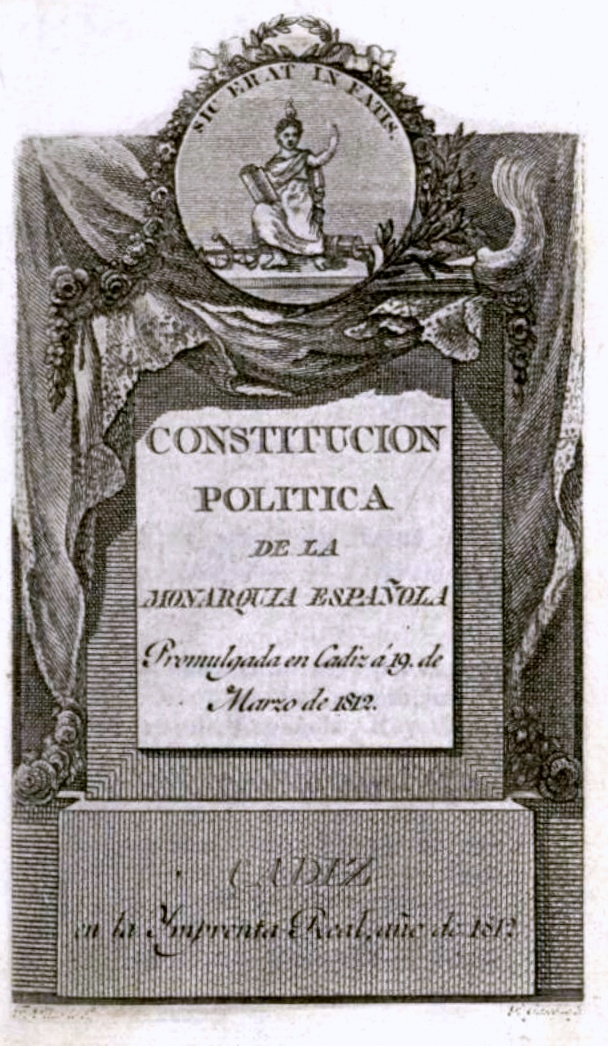
Portada de la primera edición de la Constitución política de la monarquía española. Promulgada en Cádiz a 19 de Marzo de 1812.

Pedro Nolasco Gascó (Algar de Palancia, 1772-en o después de 1813) fue un grabador calcográfico español.

## Biografía
Natural de Algar de Palancia en la provincia de Valencia, en 1788 se encontraba matriculado en la Real Academia de Bellas Artes de San Fernando de Madrid, concurriendo a los premios mensuales de dibujo, y en ella debió de permanecer como alumno al menos hasta 1792 cuando se presentó al premio de Segunda de pintura.
Grabó diversos episodios de la Historia sagrada para la Biblia Vulgata Latina traducida al español por Felipe Scío de San Miguel, grabados que se publicaron formando colección independiente en Estampas que representan los principales sucesos de la Historia sagrada, Antonio Baylo, Madrid, 1800, y fueron reaprovechados más tarde para ilustrar la Biblia de las familias católicas de Juan de Villaseñor y Acuña (1855). Se le conocen además estampas sueltas de devoción, entre ellas el verdadero retrato de san Nicolás de Bari como se venera en su congregación de la iglesia del Carmen descalzo de Madrid, el Retrato de la Prodigiosa Imagen de N. S. de la Consolación y Correa que se venera en su Capilla de P. P. Agustinos Recoletos de esta Corte de Madrid año 1797, por dibujo de Antonio Guerrero, y el Devoto y fiel retrato del [...] Cristo de Burgos que se venera en el Convento de Trinitarios Calzados de dicha Ciudad, con la Venerable María de Jesús recogiendo la sangre que derramó esta Santa Ymagen año 1366.
En la ilustración de libros colaboró con tres láminas a la edición de Los quatro libros de arquitectura de Andrea Palladio traducidos y anotados por José Ortiz y Sanz (1797) y firmó varias de las láminas de aves y cuadrúpedos incluidas en la edición dirigida por José Asensio y Torres de la Varia conmensuración de Juan de Arfe y Villafañe, Madrid, 1806. Entre septiembre de 1797 y agosto de 1810, entregó algo más de cuarenta láminas, las últimas de ellas sin seguridad de cobrar, para la edición de los dibujos y observaciones de la flora del Perú y Chile obtenidos por la expedición botánica encabezada por Hipólito Ruiz y José Pavón, costoso proyecto editorial del que finalmente se publicaron únicamente los tres primeros volúmenes con el título Flora Peruviana et Chilensis, sive descriptiones et icones plantarum Peruvianarum, et Chilensium, secundum systema linnaeanum digesto... (1799-1802).
Con Antonio Rodríguez firmó los diez grabados reunidos en la Colección de estampas que representan la clase y porte de los buques de guerra que componen la Marina Real de España, trazados por dibujos de Agustín Berlinguero, alférez de fragata y «actual maestro delineador de la academia de Pilotos del departamento de Cartagena», colección puesta en venta en dos series de cinco láminas, de las que se anunciaba la primera serie en la Gaceta de Madrid del 25 de septiembre de 1807, y la segunda el 19 de enero de 1808.
En 1810, con la ocupación francesa, marchó a Cádiz, donde grabó por dibujo de F. de Pilar la portada de la Constitución política de la monarquía española. Promulgada en Cádiz a 19 de Marzo de 1812 (Cádiz, Imprenta Real, 1812) y junto con Manuel Alegre, y por dibujo de Antonio Rodríguez, grabó al aguafuerte y buril la alegoría de la abolición de la Inquisición publicada al frente de la edición de los debates sostenidos en las Cortes sobre esta cuestión en los meses de enero y febrero de 1813, hasta la votación y aprobación de su supresión el 22 de febrero de dicho año por considerarla incompatible con la Constitución. 